# Katalog Barnarda

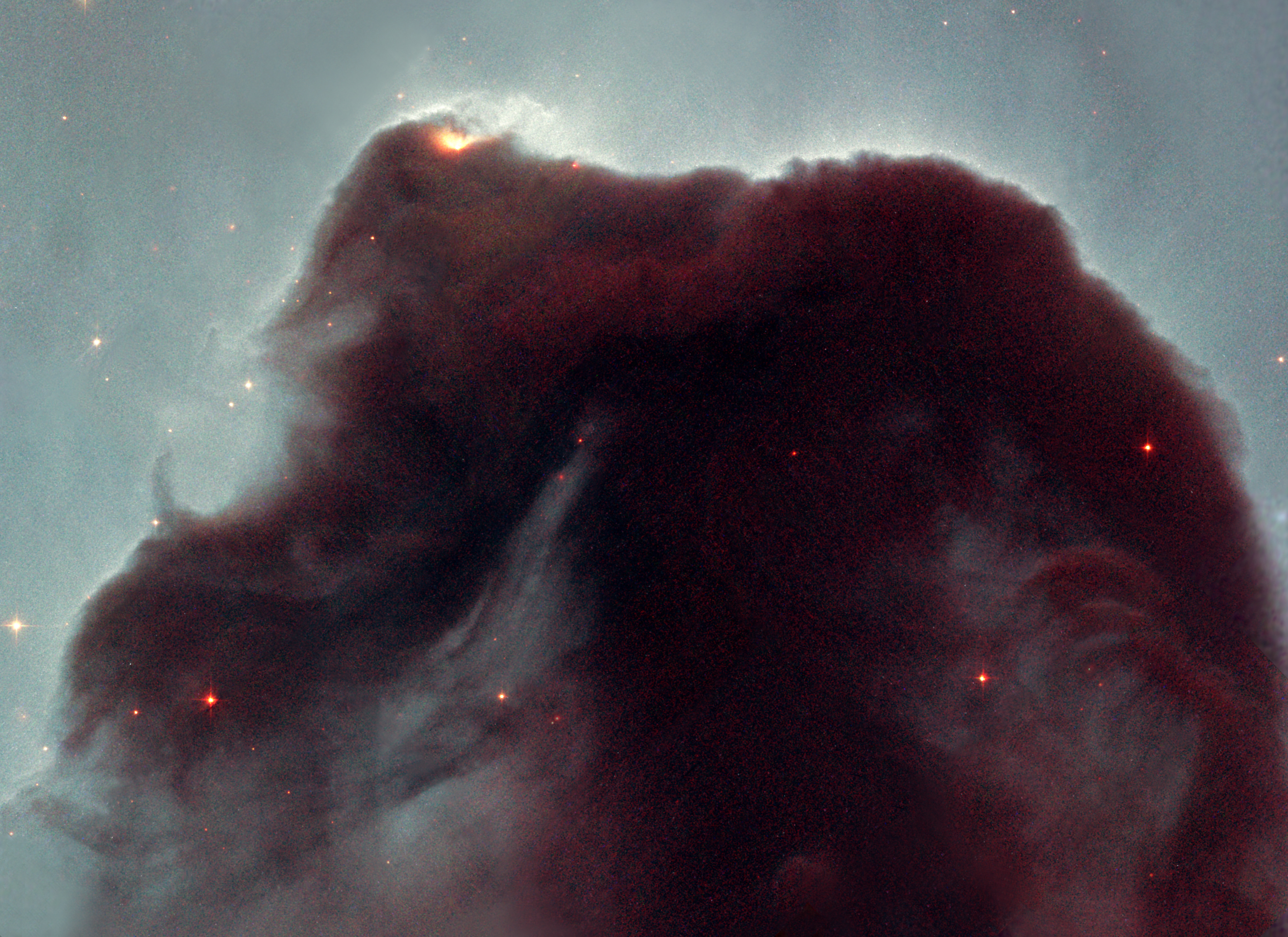
Barnard 33, czyli Mgławica Koński Łeb

Katalog Barnarda – katalog astronomiczny ciemnych mgławic zestawiony przez amerykańskiego astronoma Edwarda Barnarda.
Katalog Barnarda został opublikowany po raz pierwszy w Astrophysical Journal w 1919 roku pod tytułem: On the dark markings of the sky with a catalogue of 182 such objects. W późniejszym wydaniu katalogu z 1927 roku znalazło się 369 pozycji. Katalog Barnarda zawiera obiekty znajdujące się na niebie na północ od deklinacji -40,5°.

## Wybrane obiekty katalogu Barnarda
- Barnard 7
- Barnard 33 – Mgławica Koński Łeb
- Barnard 68
- Barnard 72 – Mgławica Wąż
- Barnard 86
- Barnard 92
- Barnard 93
- Barnard 142 – część Mgławicy E
- Barnard 143 – część Mgławicy E
- Barnard 163
- Barnard 168